# Bryophilopsis tarachoides
Bryophilopsis tarachoides is een vlinder uit de familie visstaartjes (Nolidae). De wetenschappelijke naam van deze soort is voor het eerst geldig gepubliceerd in 1900 door Mabille.
De soort komt voor in tropisch Afrika.